# Schiphollijn
| Ein VIRM bei Nieuw-Vennep |                      |                               |                               |
| |                      |                               |                               |
| Streckenlänge: | 53 km                |                               |                               |
| Spurweite: | 1435 mm (Normalspur) |                               |                               |
| Stromsystem: | 1500 V =             |                               |                               |
| Streckengeschwindigkeit: | 160 km/h             |                               |                               |
| |                      |                               |                               |
| \| \| \| von Amersfoort und Lelystad \| \| \| \| \| Weesp \| \| \| \| \| Amsterdam-Rijnkanaal \| \| \| \| \| A 9 \| \| \| \| \| nach Amsterdam \| \| \| \| \| Diemen Zuid \| \| \| \| \| nach Arnhem \| (nur GV) \| \| \| \| Duivendrecht Amsterdam–Arnhem \| \| \| \| \| von Arnhem \| \| \| \| \| A 2 \| \| \| \| \| Amstel \| \| \| \| 4 \| Amsterdam RAI \| Amsterdam RAI \| \| \| 5 \| Amsterdam Zuid \| Amsterdam Zuid \| \| \| 7 \| Schinkel \| Schinkel \| \| \| \| von Amsterdam Centraal \| \| \| \| \| Schipholspoortunnel \| \| \| \| 14 \| Schiphol Airport \| Schiphol Airport \| \| \| \| \| \| \| \| 19 \| Hoofddorp \| Hoofddorp \| \| \| \| SFS nach Antwerpen \| \| \| \| 24 \| Nieuw Vennep \| Nieuw Vennep \| \| \| \| A 44 \| \| \| \| \| Ringvaart \| \| \| \| 31 \| Sassenheim \| Sassenheim \| \| \| 37 \| von Amsterdam \| von Amsterdam \| \| \| \| Leiden Centraal \| \| \| \| \| nach Rotterdam \| \| |                      |                               |                               |
| Strecke |                      | von Amersfoort und Lelystad   | von Amersfoort und Lelystad   |
| Bahnhof |                      | Weesp                         | Weesp                         |
| Brücke über Wasserlauf |                      | Amsterdam-Rijnkanaal          | Amsterdam-Rijnkanaal          |
| Brücke |                      | A 9                           | A 9                           |
| Abzweig geradeaus und nach rechts |                      | nach Amsterdam                | nach Amsterdam                |
| Bahnhof |                      | Diemen Zuid                   | Diemen Zuid                   |
| Abzweig geradeaus und nach links |                      | nach Arnhem                   | (nur GV)                      |
| Turmbahnhof geradeaus unten |                      | Duivendrecht Amsterdam–Arnhem | Duivendrecht Amsterdam–Arnhem |
| Abzweig geradeaus und von links |                      | von Arnhem                    | von Arnhem                    |
| Brücke |                      | A 2                           | A 2                           |
| Brücke über Wasserlauf |                      | Amstel                        | Amstel                        |
| Bahnhof | 4                    | Amsterdam RAI                 | Amsterdam RAI                 |
| Bahnhof | 5                    | Amsterdam Zuid                | Amsterdam Zuid                |
| Brücke über Wasserlauf | 7                    | Schinkel                      | Schinkel                      |
| Abzweig geradeaus und von rechts |                      | von Amsterdam Centraal        | von Amsterdam Centraal        |
| Tunnelanfang |                      | Schipholspoortunnel           | Schipholspoortunnel           |
| Bahnhof (im Tunnel) | 14                   | Schiphol Airport              | Schiphol Airport              |
| Tunnelende |                      |                               |                               |
| Bahnhof | 19                   | Hoofddorp                     | Hoofddorp                     |
| Abzweig geradeaus und nach links |                      | SFS nach Antwerpen            | SFS nach Antwerpen            |
| Bahnhof | 24                   | Nieuw Vennep                  | Nieuw Vennep                  |
| Strecke mit Straßenbrücke |                      | A 44                          | A 44                          |
| Brücke über Wasserlauf |                      | Ringvaart                     | Ringvaart                     |
| Bahnhof | 31                   | Sassenheim                    | Sassenheim                    |
| Abzweig geradeaus und von rechts | 37                   | von Amsterdam                 | von Amsterdam                 |
| Bahnhof |                      | Leiden Centraal               | Leiden Centraal               |
| Strecke |                      | nach Rotterdam                | nach Rotterdam                |

Die Bahnstrecke Weesp–Leiden, auch Schiphollijn genannt, ist eine Eisenbahnlinie zwischen Weesp und Leiden. Die Bahnstrecke ist eine wichtige Verbindung, verläuft südlich durch Amsterdam und bedient dadurch nicht den Bahnhof Amsterdam Centraal. Die Streckenlänge beträgt etwa 53 Kilometer.

## Geschichte
Der erste Abschnitt der Strecke, zwischen Amsterdam Zuid und Schiphol, wurde am 21. Dezember 1978 eröffnet. Am 31. Mai 1981 wurde der zweite Abschnitt zwischen Amsterdam-Zuid und Amsterdam-RAI sowie der Abschnitt zwischen Schiphol und Leiden freigegeben. Der letzte Abschnitt von Weesp bis zum Bahnhof Amsterdam-RAI wurde erst am 23. Mai 1993 eröffnet. Die Bahnstrecke war von Anfang an elektrifiziert. Die Strecke ist zweigleisig, bis auf den Abschnitt zwischen Weesp und dem Abzweig Gaasperdammerweg, wo die Züge weiter Richtung Amsterdam CS fahren. Die Höchstgeschwindigkeit der Strecke liegt bei 160 km/h, jedoch nur auf dem Abschnitt zwischen Leiden und Hoofddorp, welche aber nur von den Thalys-Zügen gefahren wird. Auf dem größten Teil der Strecke gilt die Höchstgeschwindigkeit von 140 km/h. Auf dem Abschnitt im Amsterdamer Süden gilt 130 km/h. An der Bahnstrecke liegen neun Bahnhöfe sowie ein in Planung befindlicher Haltepunkt.

## Zugverkehr
Im Fahrplanjahr 2021 wird die Strecke von folgenden Zügen genutzt, dabei nutzen nur die Intercity-Züge von Den Haag nach Leeuwarden bzw. Groningen sowie von Dordrecht nach Lelystad bzw. Venlo die Strecke auf voller Länge.
| Zugtyp    | Linienverlauf | Frequenz                                                                   |
| --------- | --- | -------------------------------------------------------------------------- |
| Intercity | Den Haag Centraal – Schiphol Airport – Amsterdam Zuid – Almere Centrum – Lelystad Centrum – Zwolle – Assen – Groningen Korrespondenzanschluss in Zwolle nach Leeuwarden                                            | stündlich                                                                  |
| Intercity | Schiphol Airport – Amsterdam Zuid – Duivendrecht – Hilversum – Amersfoort Centraal – Apeldoorn – Deventer – Almelo – Hengelo – Enschede Korrespondenzanschluss in Amersfoort nach Schiphol                         | stündlich                                                                  |
| Intercity | Den Haag Centraal – Schiphol Airport – Amsterdam Zuid – Almere Centrum – Lelystad Centrum – Zwolle – Meppel – Leeuwarden Korrespondenzanschluss in Zwolle nach Groningen                                           | stündlich                                                                  |
| Intercity | Lelystad Centrum – Almere Centrum – Amsterdam Zuid – Schiphol Airport – Leiden Centraal – Den Haag HS – Delft – Schiedam Centrum – Rotterdam Centraal – Dordrecht                                                  | halbstündlich, nicht nach 20.00 Uhr                                        |
| Intercity | Schiphol Airport – Utrecht Centraal – Ede-Wageningen – Arnhem Centraal – Nijmegen | halbstündlich                                                              |
| Intercity | Schiphol Airport – Utrecht Centraal – ’s-Hertogenbosch – Eindhoven Centraal – Helmond – Venlo | halbstündlich                                                              |
| Intercity | Dordrecht – Rotterdam Centraal – Schiedam Centrum – Delft – Bahnhof Den Haag HS – Leiden Centraal – Schiphol Airport – Amsterdam Zuid – Utrecht Centraal – ’s-Hertogenbosch – Eindhoven Centraal – Helmond – Venlo | halbstündlich                                                              |
| Intercity | Schiphol Airport – Amsterdam Zuid – Duivendrecht – Hilversum – Amersfoort Centraal – Amersfoort Schothorst Korrespondenzanschluss in Amersfoort nach Enschede                                                      | stündlich                                                                  |
| Nachtnetz | Utrecht Centraal – Amsterdam Bijlmer ArenA – Amsterdam Centraal – Schiphol Airport – Leiden Centraal – Den Haag HS – Delft – Rotterdam Centraal                                                                    | nachts stündlich                                                           |
| Sprinter  | (Leiden Centraal –) Hoofddorp – Schiphol Airport – Zaandam – Purmerend – Hoorn – Hoorn Kersenboogerd | halbstündlich, nach 20.00 Uhr nicht zwischen Leiden Centraal und Hoofddorp |
| Sprinter  | Hoofddorp – Schiphol Airport – Amsterdam Zuid – Weesp – Almere Centrum – Almere Oostvaarders | halbstündlich                                                              |
| Sprinter  | Den Haag Centraal – Leiden Centraal – Schiphol Airport – Amsterdam Sloterdijk – Amsterdam Centraal | halbstündlich                                                              |
| Sprinter  | Utrecht Centraal – Hilversum – Weesp – Amsterdam Zuid – Schiphol Airport – Hoofddorp | halbstündlich                                                              |